# Тарзан (мультфильм)
«Тарзан» (англ. Tarzan) — американский анимационный комедийно-драматический приключенческий фильм о взрослении 1999 года, созданный студией Walt Disney Feature Animation и выпущенный студией Walt Disney Pictures. Он 37-й мультфильм, снятый студией, и десятый и последний выпущенный в эпоху Ренессанса «Диснея». Мультфильм основан на романе Эдгара Райса Берроуза «Тарзан. Приёмыш обезьяны» и является первой крупной анимационной экранизацией романа. Режиссёрами выступили Кевин Лима и Крис Бак (в его полнометражном режиссёрском дебюте), продюсером — Бонни Арнольд по сценарию Тэба Мёрфи, Боба Цудикера и Нони Уайта. Главные роли озвучивали Тони Голдуин, Минни Драйвер, Гленн Клоуз, Рози О’Доннелл, Брайан Блессид, Лэнс Хенриксен, Уэйн Найт и Найджел Хоторн.
Предварительное производство мультфильма началось в 1995 году, когда Лима был выбран режиссёром, а Бак присоединился к нему в том же году. После первого черновика сценария, написанного Мёрфи, Цудикер, Уайт и Дэйв Рейнольдс были привлечены для реконструкции третьего акта и добавления дополнительного материала к сценарию. Английский музыкант Фил Коллинз был нанят для сочинения и записи песен, интегрированных с музыкой Марка Манчины. Производственная команда отправилась в исследовательскую поездку в Уганду и Кению, чтобы изучить горилл. Техника анимации сочетает в себе 2D-анимацию с широким использованием компьютерных изображений, сам проект был сделан в Калифорнии, Орландо и Париже, а новаторская программная система компьютерной анимации «Deep Canvas» в основном использовалась для создания трёхмерных фонов.
Премьера мультфильма состоялась 12 июня 1999 года в театре «Эль-Капитан» в Лос-Анджелесе, в широкий прокат он вышел 16 июня. Получив тёплые отзывы от критиков, которые похвалили озвучивание, музыку, анимацию и экшн-сцены, при производственном бюджете в 130 миллионов долларов (на тот момент самым большим среди рисованных мультфильмов до выхода «Планеты сокровищ»), картина заработала 448,2 миллиона долларов по всему миру, став пятым кассовым фильмом 1999 года, второй кассовой анимационной лентой года после «Истории игрушек 2» и беспрецедентным мультфильмом Disney, занявшим первое место в североамериканском прокате со времён «Покахонтас». «Тарзан» получил премию «Оскар» за лучшую песню («You’ll Be in My Heart»).
Успех фильма привёл ко многим производным работам, таким как бродвейский мюзикл, мультсериал и два продолжения, «Тарзан и Джейн» и «Тарзан 2».

## Сюжет
В конце 1880-х годов у берегов Экваториальной Африки происходит кораблекрушение, в результате которого спасается молодая пара с маленьким сыном, они поселяются в джунглях и строят хижину из остатков корабля. В это время у горилл Керчака и Калы от лап леопарда Сабор погибает маленький сын («Two Worlds»). На следующий день Кала попадает в хижину родителей мальчика и спасает его от Сабора, который также убил его родителей. Кала относит мальчика к гориллам и становится его матерью, несмотря на раздражение Керчака. Кала называет мальчика «Тарзан» («You’ll Be in My Heart»).
Проходит несколько лет. Тарзан сдружился с молодой гориллой Теркиной (уменьшительное — «Терк») и слоном Тантором («Son of Man»), хотя физически он слабее остальных животных и ему трудно соревноваться с ними. Масла в огонь подливает Керчак, который почти не скрывает своей ненависти к мальчику. Однако Тарзан не сдаётся и вырастает сильным и ловким мужчиной с поразительными навыками акробата. Когда на группу в очередной раз нападает Сабор, Тарзан убивает его, завоевав себе огромный авторитет и славу в стае, но у Керчака — лишь неохотное уважение.
Внезапно в джунглях появляются люди: профессор Архимед Портер с дочерью Джейн, прибывшие в Африку в поисках горилл. Их сопровождает охотник Клейтон. Тарзан спасает Джейн от стаи разъярённых бабуинов. Сравнив её с собой, он понимает, что они похожи. Керчак предупреждает горилл, что от людей необходимо держаться подальше, хотя Тарзан протестует, полагая, что никакой угрозы нет. Он тайно возвращается к Джейн, встречается с профессором Портером и Клейтоном и знакомится с миром людей («Strangers Like Me»); тем не менее, Тарзан отказывается выдавать местоположение горилл. Через несколько дней из Англии приплывает судно, чтобы забрать Джейн с отцом. Тарзан очень горюет: он не хочет расставаться с Джейн, так как влюбился в неё, чем пользуется Клейтон, требующий показать горилл. Тарзан придумывает план, как отвлечь Керчака и провести людей к гориллам, но Керчак всё-таки появляется. Тарзан становится изгоем в среде горилл. После этого Кала наконец открывает ему правду об его происхождении, и ему ничего не остаётся, кроме как отплыть с людьми в Англию.
Но на корабле Клейтон неожиданно поднимает мятеж и со своей бандой головорезов берёт всех в плен, заявляя, что хочет переловить горилл и продать на чёрном рынке. Тантор и Терк помогают Тарзану выбраться. Во время ловли горилл Клейтон смертельно ранит Керчака. Тарзан вступает с Клейтоном в схватку, в результате которой Клейтон погибает, когда лоза запутывается у него на шее, вешая его насмерть. Тарзан и гориллы начинают скорбеть о скорой смерти Керчака, который делает Тарзана своим наследником и наконец признаёт его своим сыном, а затем умирает. Тарзан становится новым вожаком горилл.
Джейн и профессор Портер готовятся к возвращению в Англию, но в итоге принимают решение остаться с Тарзаном в джунглях, сменив их прежнюю одежду на более удобные набедренные повязки как у Тарзана. А капитан говорит в Англии, что потерял их в джунглях («Two Worlds Reprise»).

## Роли озвучивали
| Оригинал       | Роль                  |
| -------------- | --------------------- |
| Алекс Д. Линц  | юный Тарзан           |
| Тони Голдуин   | взрослый Тарзан       |
| Минни Драйвер  | Джейн Портер          |
| Рози О'Доннелл | юная Терк             |
| Рози О'Доннелл | взрослая Терк         |
| Гленн Клоуз    | Кала                  |
| Брайан Блессид | Клейтон               |
| Лэнс Хенриксен | Керчак                |
| Тейлор Демпси  | юный Тантор           |
| Уэйн Найт      | взрослый Тантор       |
| Найджел Хоторн | профессор Портер      |
| Фил Коллинз    | вокальное озвучивание |